# Ian Watkins (Steps)
Ian Watkins (ur. 8 maja 1976), znany także pod pseudonimem H – walijski wokalista popowy, jeden z pięciu członków popowego zespołu Steps. Wyznał, że „H” oznacza „hiperaktywność”, charakteryzującą jego uosobienie.
Studiował na Królewskiej Akademii Muzycznej.
3 stycznia 2007 na łamach magazynu „The Sun” zdeklarował się jako gej.